# Série de pièces commémoratives américaines pour le 225e anniversaire des US Marshals
La série de pièces commémoratives américaines pour le 225e anniversaire des US Marshals est une série commémorative, non circulante, émise par la Monnaie des États-Unis en 2015 et frappée aux Monnaies de Denver, de San Francisco, de Philadelphie et de West Point.
Elle est autorisée par la loi publique 112-104 du 2 avril 2012 qui demande au Secrétaire au Trésor de frapper des pièces pour commémorer le 225e anniversaire de la création de la première agence fédérale de maintien de l'ordre, le United States Marshals Service.
La série comprend une pièce de 5 dollars en or, une pièce de 1 dollar en argent et une pièce d'un demi-dollar en alliage cuivre-nickel. Les bénéfices tirés de la vente sont destinés au U.S. Marshals Museum pour la préservation, l'entretien et l'exposition d'objets et de documents.

## Contexte
Le United States Marshals Service (USMS) est une agence fédérale de maintien de l'ordre aux États-Unis. Elle fait partie du Département de la Justice des États-Unis, opérant sous la direction du procureur général, mais sert comme le bras exécutif des tribunaux fédéraux américains pour assurer le fonctionnement efficace du système judiciaire et l'intégrité de la Constitution. C'est la plus ancienne agence fédérale de maintien de l'ordre aux États-Unis, créée par le Judiciary Act de 1789 (en) durant la présidence de George Washington sous le nom de Office of the United States Marshal (Bureau du Maréchal des États-Unis).
Le service des marshals est principalement responsable de la protection des juges et autres personnels judiciaires, de l'administration des opérations de fugitifs, de la gestion des actifs criminels, de l'exploitation du programme fédéral de protection des témoins des États-Unis et du système de transport de prisonniers et d'étrangers de la justice, de l'exécution des mandats d'arrêt fédéraux, et de la protection des hauts fonctionnaires gouvernementaux à travers le Bureau des opérations de protection.

## Législation
Le projet de loi H.R.886 est introduit à la Chambre le 2 mars 2011 par le représentant républicain de l'Arkansas, Steve Womack. Il demande au Secrétaire au Trésor de frapper une série de pièces afin de commémorer le 225e anniversaire de la plus ancienne agence fédérale de maintien de l'ordre, le United States Marshals Service. Après plusieurs débats et votes, la Chambre approuve finalement le projet le 15 décembre 2001 et l'envoie au Sénat le jour même. Après y avoir ajouté un amendement, ce dernier adopte le projet et le renvoie à la Chambre le 15 mars 2012 qui donne son approbation de 21 mars. Le projet est présenté deux jours plus tard au président Barack Obama qui le signe le 2 avril 2012 pour en faire la loi publique 112-104,,.

## Dessins
Un total de quarante-sept motifs candidats différents est dévoilé par la Monnaie américaine. Cinq dessins sont destinés à l'avers de la pièce de 5 dollars en or et onze au revers. Cinq autres dessins sont examinés pour l'avers de la pièce de 1 dollar en argent et onze pour le revers. Enfin, six images sont conçues pour l'avers de la pièce d'un demi-dollar en cuivre-nickel et neuf pour son revers.
Le comité consultatif des citoyens sur les pièces de monnaie se réunit la début mars 2014 pour examiner les 47 dessins proposés par la Monnaie pour les pièces commémoratives. Le groupe retient six dessins pour les pièces, qu'il recommande comme étant les meilleurs choix pour répondre aux critères établis par la loi de 2012 adoptée par le Congrès.

### Demi-dollar
L'avers du demi-dollar, conçu par Joel Iskowitz et gravé par Michael Gaudioso, présente l'image d'un US Marshal et d'un cheval du vieil Ouest contrastant avec une femme Marshal moderne portant un équipement tactique. Les inscriptions comprennent LIBERTY, IN GOD WE TRUST, les dates anniversaires, 1789-2014, et la date d'émission 2015,.
Le motif du revers,créé par Susan Gamble et gravé par Phebe Hemphill, contient une large collection d'objets symbolisant des domaines de responsabilité bien connus dans l'histoire de l'US Marshals Service. La Justice est représentée tenant une balance dans sa main gauche et l'étoile des US Marshals dans sa main droite. Dans le champ en dessous se trouvent un exemplaire de la Constitution des États-Unis, une pile de livres scolaires, des menottes et une cruche de whisky. Ces objets représentent les liens entre les marshals et la Constitution, la rébellion du whisky, l'esclavage et l'héritage de l'égalité, ainsi que la lutte entre le travail et le capital. Les inscriptions dont le pays émetteur, UNITED STATES OF AMERICA, la devise latine E PLURIBUS UNUM et la valeur faciale HALF DOLLAR,.

### Dollar
L'avers du dollar, dessiné par Richard Masters, du programme Artistic Infusion (AIP) et gravé par Charles Vickers, représente l'étoile de l'US Marshals Service et la silhouette d'US Marshals à cheval dans la partie inférieure. Les inscriptions comprennent LIBERTY, les dates anniversaires, 1789-2014, la devise IN GOD WE TRUST et la date d'émission, 2015,.
Le revers, œuvre de Frank Morris, également de l'AIP gravé par Joseph Menna, représente un U.S. Marshal de la frontière, adossé à un poteau et tenant un avis de recherche. Cette image est destinée à représenter les marshals en tant qu'hommes de loi des régions frontalières, jouant un rôle important dans leur histoire géographique, politique et culturelle. Une inscription au-dessus de l'image reprend les mots de la devise du Marshals Service JUSTICE, INTEGRITY, SERVICE. D'autres inscriptions comprennent E PLURIBUS UNUM, UNITED STATES OF AMERICA, et la valeur faciale, $1,.

### Half eagle
L'avers de la pièce de 5 dollars en or, une création de Donna Weaver, gravée par Jim Licaretz, présente une image centrale de l'étoile de l'US Marshals Service superposée à une chaîne de montagnes évoquant un paysage de l'Ouest. Les inscriptions comprennent les dates anniversaires. 1789 et 2014, 225 YEARS OF SACRIFICE, LIBERTY, IN GOD WE TRUST, et la date d'émission, 2015,.
Le revers de la pièce, une conception de Paul Balan, gravée par Don Everhart, représente un aigle à tête blanche tenant un drapeau américain drapé. La poitrine de l'aigle porte un bouclier avec l'inscription U.S. MARSHAL et une bannière dans les griffes de l'aigle contient la devise E PLURIBUS UNUM. Les mots de la devise des marshals, JUSTICE, INTEGRITY, SERVICE, apparaissent dans le champ gauche. Les autres inscriptions comprennent UNITED STATES OF AMERICA et la valeur faciale, $5,.

## Production et vente
La loi qui autorise la frappe de la série commémorative permet une émission maximale de 100 000 pièces de 5 dollars en or, 500 000 pièces de 1 dollar en argent et 750 000 pièces d'un demi-dollar en alliage cuivre-nickel. La Monnaie de Denver frappe les demi-dollars en version brillant universel tandis que celle de San Francisco se charge de la finition belle épreuve. Philadelphie est chargé des deux versions du dollar et West Point des deux half eagles.
Un total de 31 725 pièces de 5 dollars est vendu — 24 982 en qualité belle épreuve au prix de départ de 412,60 dollars et 6 743 en finition brillant universel pour 407,60 dollars. Les dollars s'écoulent au nombre de 162 445 exemplaires dont 124 330 belle épreuve à 46,95 dollars et 38 115 brillant universel à 43,95 dollars. Les prix de ces pièces augmentent de 5 dollars après les trente premiers jours de vente. Les ventes de demi-dollars s'élèvent à 106 731 unités — 76 556 belle épreuve au prix de 14,95 dollars et 30 175 brillant universel pour 13,95 dollars. Ces prix montent de 4 dollars après la même période de vente,.
Les bénéfices tirés de la vente de la série sont destinés au U.S. Marshals Museum à Fort Smith. Les responsables du musée se disent satisfaits du succès des ventes des pièces commémoratives s'attendent à ce que cette tendance se poursuive. Le montant total net des suppléments provenant de la vente atteint 3 053 338 dollars,.